# 夜校

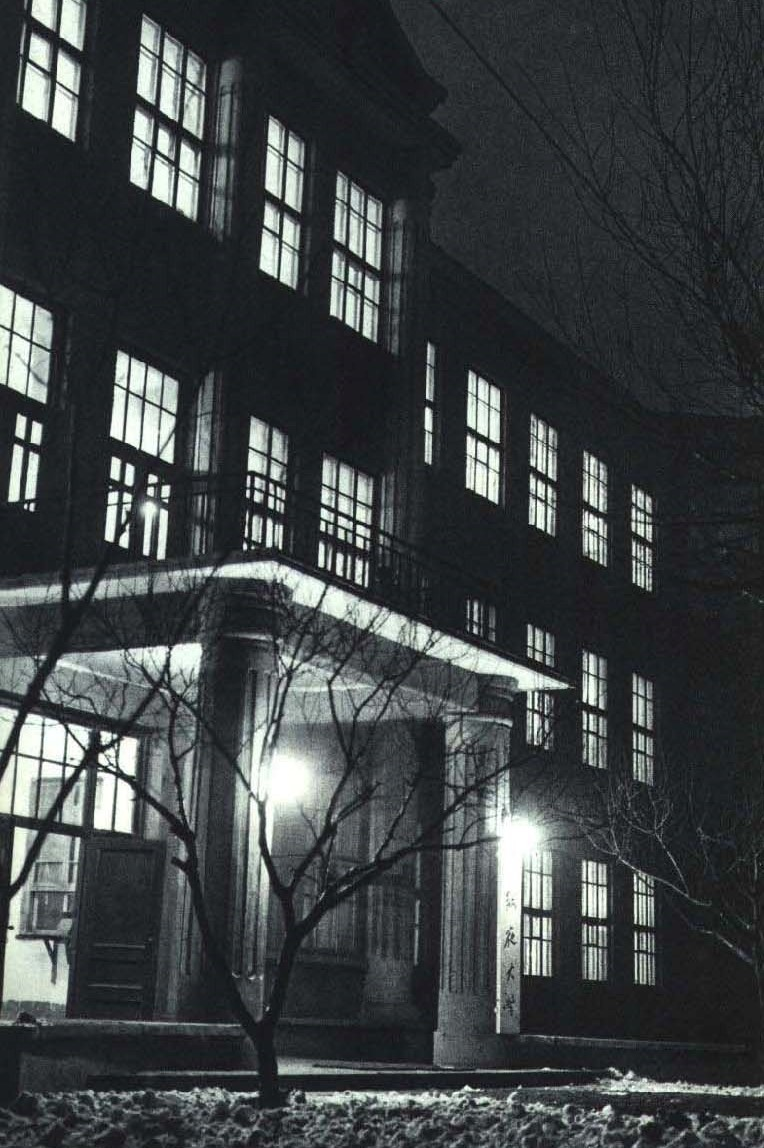
1964年的鞍钢夜大学

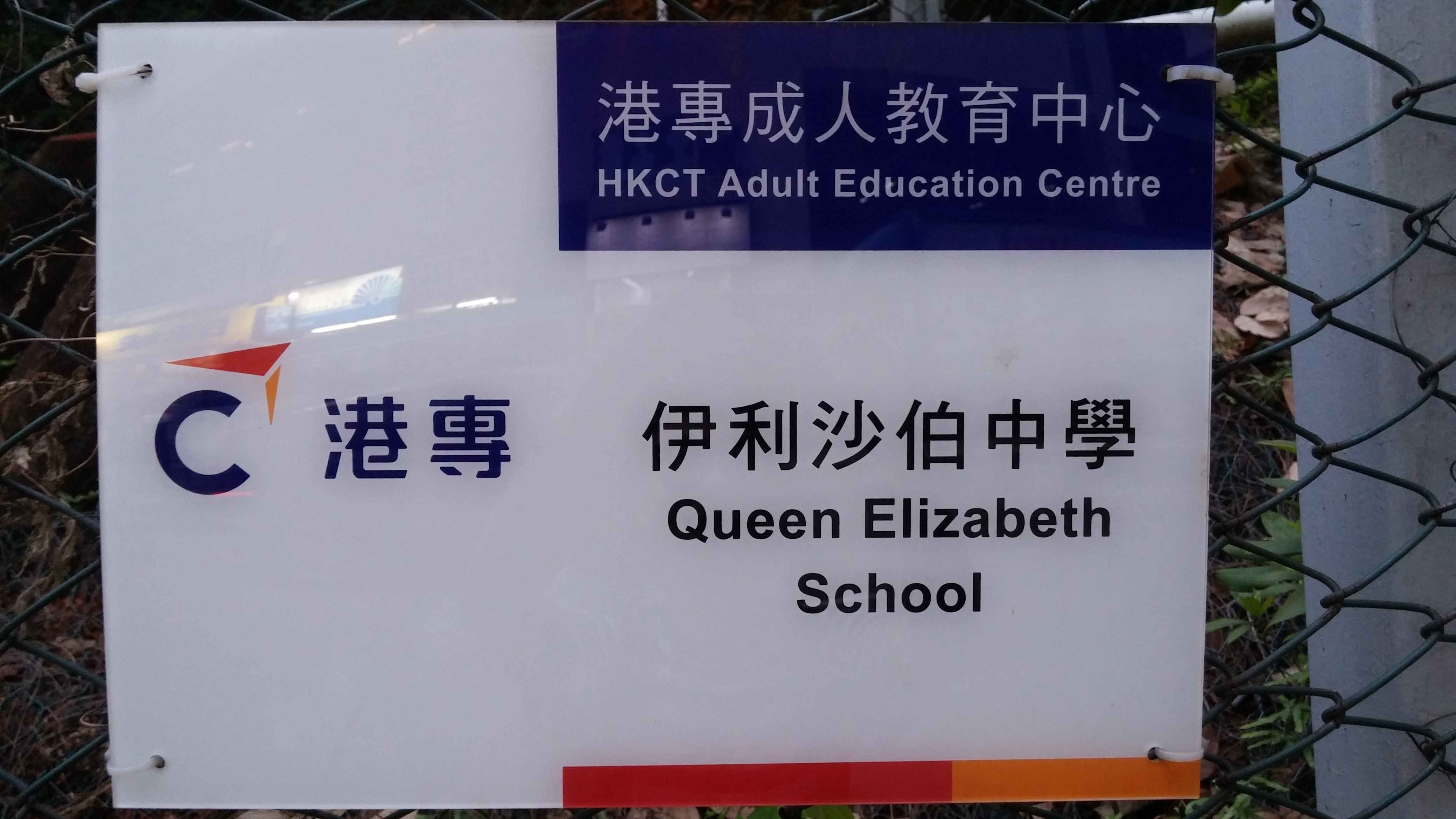
伊利沙伯中學 (夜校)

夜校，台灣稱夜間部或進修學校，是指在晚間的學校或补习班，一般以通过某类考试，取得特定证书、卒业证或学位为目的。包括大學教育、高等教育、高中、初中等學制。但此學制並非純粹提供讀書意願的學制（非進修部）。與之相對的是全日制学校。
香港政府透過「指定夜間成人教育課程資助計劃」，資助成年學員修讀由認可辦學機構於指定中心提供的夜校課程。

## 入學方式

### 大學夜校
招收生大都為應屆高中高職畢業生，但仍有例外。大都可以採書面審查方式。從寄出日算起約一個月內進入篩選並公布入學名單。部分大學較特殊，仍須通過單獨考試入學。而科大大都則採聯招方式。
早期部分大學夜校以招收半工半讀的學生為主，早上從事職業，晚上到校學習；另外還有針對中高階主管開設的「在職專班」，例如企業管理碩士等等

### 中學夜校
招收生大都為已經出社會工作一段時間，但希望繼續進修的成年人，或因家境要於日間上班而轉為於夜間就學的在讀或有意就讀的學生。勞工及福利局副秘書長莊永桓是著名夜校畢業生。
1957年10月14日，香港教育司署首間於二戰後創辦的夜間中學於中西區荷里活道官立小學正式開課。

### 小學夜校
主要招生對象為年輕時因戰亂、貧困等社會動盪變故而失學的年長者，該項措施在台灣又稱「進修學校」。

## 學制
從下午五點半或六點起開始上課。每周上課約至晚上九點，十點。學業成績較好者可有機會轉至日間部。

## 學系
大部分的大學夜間部都有日間部的學系課程。除少部分日間部收滿而不開設。中學的夜間部主要提供一般日校中學的課程，但學生可以只報讀部份科目。